# Callianthe fluviatilis
Callianthe fluviatilis är en malvaväxtart som först beskrevs av Vell., och fick sitt nu gällande namn av Donnell. Callianthe fluviatilis ingår i släktet Callianthe och familjen malvaväxter. Inga underarter finns listade i Catalogue of Life.